# 1353 Maartje
1353 Maartje este un asteroid din centura principală, descoperit pe 13 februarie 1935, de Hendrik van Gent.